# Eberstadt
Eberstadt település Németországban, azon belül Baden-Württembergben. Lakosainak száma 3231 fő (2023. december 31.).

## Népesség
A település népessége az elmúlt években az alábbi módon változott:
| Lakosok száma | 2278 | 3120 | 3155 | 3103 | 3114 | 3178 | 3231 |
|               | 1975 | 2014 | 2017 | 2019 | 2021 | 2022 | 2023 |